# Lustracija u Poljskoj
Lustracija u Poljskoj se odnosi na politiku ograničavanja prema bivšim komunistima u sudjelovanju državne politike ili u državnoj službi. Prvi zakon o lustraciji usvojio je poljski parlament već 1992., ali ga je Ustavni sud Republike Poljske proglasio neustavnim. Novi zakon o lustraciji donesen 1996. godine.
Suradnicima komunističke tajne policije (od 1944. – 1990.) takoder je zabranjeno sudjelovanje u javnom životu.

## Tijek
Nakon pada komunizma 1989. godine rasprave o lustraciji počele su u Poljskoj vrlo brzo. 
Lustracijom se bavio Ured pučkog pravobranitelja. 2007. je na snagu stupio novi zakon o lustraciji kojim je moć lustriranja dobio Institut nacionalnog sjećanja umjesto pučkog pravobranitelja. 

## Vanjske poveznice
- Mark S. Ellis, Purging the past: The Current State of Lustration Laws in the Former Communist Bloc  Arhivirana inačica izvorne stranice od 1. studenoga 2013. (Wayback Machine) (pdf), Law and Contemporary Problems, Vol. 59, No. 4, Accountability for International Crimes and Serious Violations of Fundamental Human Rights (Autumn, 1996), pp. 181–196], covering a dozen former Communist countries in 1996
- "Explaining Lustration in Eastern Europe: 'A Post-communist politics approach'"  Arhivirana inačica izvorne stranice od 9. listopada 2009. (Wayback Machine), Szczerbiak, Aleks, Brigid Fowler and Kieran Williams. SEI Working Paper No 62.
- Lavinia Stan, "Transition, Justice and Transitional Justice in Poland," Studia Politica, Vol. 6, No. 2 (July 2006), pp. 257–284.